# Stanisław Jaksa Bykowski
Stanisław Jaksa Bykowski herbu Gryf – wojewoda inowrocławski w latach 1688–1695, starosta przedecki w latach 1655–1690, starosta kłodawski.
Syn kasztelana sieradzkiego Przemysława i Zofii z Lipskich.
Poseł sejmiku szadkowskiego na sejmy 1649/1650, 1652 (I), 1654 (II), 1662, 1666 (I), 1667 roli, poseł sejmiku łęczyckiego na sejm 1658, 1659, 1668 (II) roku i na sejm nadzwyczajny 1670 roku. 
Poseł województw kujawskich do króla w sierpniu 1672 roku. 
Jako poseł województwa łęczyckiego na sejm elekcyjny 1669 roku podpisał pacta conventa Michała Korybuta Wiśniowieckiego w 1669 roku. Podpisał wybór Michała Korybuta Wiśniowieckiego z województwem sieradzkim. Był członkiem konfederacji generalnej zawiązanej 15 stycznia 1674 roku na sejmie konwokacyjnym. Podpisał elekcję Jana III Sobieskiego z województwem łęczyckim, podpisał jego pacta conventa.